# Jules G.M. Devos
Jules G.M. Devos, né à Oostrozebeke en Flandre Occidentale le 12 décembre 1854 et décédé à Etterbeek le 25 juillet 1925, était un journaliste et prêtre belge membre du Mouvement flamand.

## Biographie
Jules G.M. Devos, de son nom religieux : Renaat, naît à Oostrozebeke en Flandre Occidentale. Il étudia au Séminaire de Roulers, ville et chef-lieu de la province de Flandre Occidentale de 1870 à 1875, puis étudia la rhétorique au collège d’Ypres de 1875 à 1876. Il prit part à une révolution étudiante de 1875 avant d'être éjecté du séminaire. Il se lance alors dans une brève carrière journalistique avant de retourner à sa vie de religieux dès 1880. Il décède à Etterbeek le 25 juillet 1925.

### Carrière dans le journalisme
Devos mit entre parenthèses son parcours religieux pour devenir assistant journaliste – ses perspectives de carrière originelles – à la Gazette de Bruges de 1877 à 1878. Il devint par la suite journaliste au « Het Handelsblad van Antwerpen » de 1878 à 1879, journal à tendance catholique n’étant cependant positionné auprès d’aucun parti. Il retourna à la gazette de Bruges fin de l'année 1879 en tant que rédacteur en chef. Jules Devos abandonna définitivement le journalisme en 1880.

### Jules Devos et le Mouvement flamand
Devos fut « enrôlé » par le Mouvement étudiant catholique flamand avec lequel il participa à la « Groote Stooringe (nl) », la révolution des étudiants du Séminaire de Roulers ; les étudiants réclamaient l'égalité des langues. En 1875, il entra en conflit avec Henri Delbar qui le considérait comme une menace pour l'enseignement catholique traditionnel. Jules Devos fut rejeté du séminaire. Cet événement fit de lui l'un des premiers « martyrs » du mouvement étudiant flamand.

### Parcours religieux
Jules Devos entra au petit séminaire de Roulers en 1870 où il resta jusqu'en 1875, période durant laquelle il entra en conflit avec le supérieur du séminaire, Henri Delbar. Cette opposition le conduisit à son expulsion de l'établissement. En octobre 1880, il rejoignit l'ordre des « Capucins » et fut ordonné prêtre en 1886. Il passa le reste de sa vie en tant que travailleur social et prédicateur.